# Snag Rocks
Die Snag Rocks (englisch für Hindernisfelsen, in Chile Rocas Bravo) sind eine Gruppe von Rifffelsen vor der Graham-Küste des Grahamlands auf der Antarktischen Halbinsel. Im Wilhelm-Archipel liegen sie zwischen den Roca-Inseln und den Myriad Islands inmitten der French Passage.
Luftaufnahmen der Felsen entstanden im März 1958 mithilfe des Westland-Whirwind-Hubschraubers an Bord des Antarktis-Patrouillenschiffs HMS Protector. Das UK Antarctic Place-Names Committee gab ihnen am 7. Juli 1959 ihren Namen. Namensgebend ist der Umstand, dass die Felsen eine Gefahr für Schiffe bei der Durchfahrung der French Passage darstellen. Teilnehmer der 15. Chilenischen Antarktisexpedition (1960–1961) benannten sie dagegen nach Fregattenkapitän Eugenio Bravo Crawley-Boevey, einem Einsatzoffizier bei dieser Forschungsreise.